# Ripalta Cremasca
Ripalta Cremasca là một đô thị ở tỉnh Cremona, vùng Lombardia của Italia, có vị trí cách khoảng 45 km về phía đông nam của Milan và khoảng 35 km về phía tây bắc của Cremona. Tại thời điểm ngày 31 tháng 12 năm 2004, đô thị này có dân số 3.252 người và diện tích là 11,8 km².
Ripalta Cremasca giáp các đô thị: Capergnanica, Credera Rubbiano, Crema, Madignano, Moscazzano, Ripalta Arpina, Ripalta Guerina.